# Pretenders II
Pretenders II je druhé studiové album skupiny The Pretenders. Vydáno bylo v srpnu roku 1981 společností Sire Records a jeho producentem byl Chris Thomas, který se podílel i na debutu kapely. Na obalu alba byla použita fotografie kapely, jejímž autorem je Gavin Cochrane. Kromě jedenácti autorských písní se na desce nachází také jedna coververze písně od Raye Daviese. V hitparádě Billboard 200 se album dostalo na desátou příčku.

## Seznam skladeb
Autorkou všech skladeb je Chrissie Hynde, pokud není uvedeno jinak.
1. The Adultress – 3:55
2. Bad Boys Get Spanked – 4:04
3. Message of Love – 3:26
4. I Go to Sleep (Ray Davies) – 2:55
5. Birds of Paradise – 4:14
6. Talk of the Town – 2:45
7. Pack It Up (Hynde, James Honeyman-Scott) – 3:50
8. Waste Not Want Not – 3:43
9. Day After Day (Hynde, Honeyman-Scott) – 3:45
10. Jealous Dogs – 5:36
11. The English Roses – 4:28
12. Louie Louie – 3:30

## Obsazení
The Pretenders
- Chrissie Hynde – zpěv, kytara
- Pete Farndon – baskytara, doprovodné vokály
- Martin Chambers – bicí, doprovodné vokály
- James Honeyman-Scott – kytara, klávesy, doprovodné vokály

Ostatní hudebníci
- Chris Mercer – tenorsaxofon
- Henry Lowther – trubka
- Jim Wilson – trubka
- Jeff Bryant – lesní roh
- Chris Thomas – zvukové efekty